# Лемантович, Виктор Маркович
Виктор Маркович Лемантович (15 апреля 1897 — 27 июня 1977) — генерал-майор ВС СССР, бригадный генерал Народного Войска Польского.

## Биография
Уроженец деревни Малые Кошевники Минской губернии (ныне Молодечненский район, Минская область). Белорус. В рядах РККА с 28 июня 1919 года, участник Гражданской войны. Окончил Ленинградскую пехотную школу в 1928 году и курсы «Выстрел» в 1931 году, а также Военную академию имени М. В. Фрунзе. Служил в Белорусском военном округе, с 1939 года командир курсантского батальона в Тамбовском военном училище.
Участник Великой Отечественной войны, с октября 1942 по май 1943 года был начальником штаба 99-й стрелковой бригады на Сталинградском фронте. С мая 1943 по январь 1944 года занимал должность командира 351-й и 99-й стрелковых дивизий 51-й армии Южного фронта. Командир 271-й стрелковой дивизии 1-го Украинского фронта с января 1944 года. В конце августа 1944 года направлен в Народное Войско Польское, был заместителем командира 10-й Судетской пехотной дивизии по строевой подготовке, с октября 1944 года — заместителем командира 7-й пехотной дивизии по строевой подготовке.
После войны участвовал в боевых столкновениях против Армии крайовой под Жешувом. С 22 марта 1945 по 23 июля 1947 года был командиром 12‑й пехотной дивизии в Щецине. Командир гарнизона Щецина с 13 ноября 1945 года, руководитель Щецинского воеводского комитета безопасности. В декабре 1945 года решением Президиума Государственного народного совета Польши произведён в бригадные генералы. Осенью 1947 года уволился из Войска Польского по собственному желанию, вернулся в СССР. C января 1948 года по ноябрь 1952 года — заместитель командира 120‑й гвардейской стрелковой дивизии в Минске.
Награжден советскими наградами: двумя орденами Ленина, тремя орденами Красного Знамени, орденом Богдана Хмельницкого II степени, а также тремя польскими орденами, в том числе орденом Возрождения Польши IV степени (1945) и орденом «Крест Грюнвальда» III степени.

### На русском
- Коллектив авторов. Великая Отечественная: Комдивы. Военный биографический словарь. Командиры стрелковых, горнострелковых дивизий, крымских, полярных, петрозаводских дивизий, дивизий ребольского направления, истребительных дивизий. (Ибянский — Печененко). — М.: Кучково поле, 2015. — Т. 4. — С. 592-593. — 330 экз. — ISBN 978-5-9950-0602-2.
- М.Э. Морозов, В.Т. Елисеев, К.Л. Кулагин, С.А. Липатов, Б.Н. Петров, А.А. Черняев, А.А. Шабаев. Великая Отечественная война 1941-1945 гг. Кампании и стратегические операции в цифрах. — М.: Объединённая редакция МВД России, 2010. — Т. II.
- Литвин А.М. Вклад белорусского народа в Победу в Великой Отечественной войне. — Litres, 2015.

### На польском
- Dariusz Faszcza. 12 Szczecińska Dywizja Zmechanizowana. 70 lat służby na Pomorzu Zachodnim (1945-2015). — Warszawa: Wojskowe Centrum Edukacji Obywatelskiej, 2015. — ISBN 978-83-63755-75-1.
- Janusz Królikowski. Generałowie i admirałowie Wojska Polskiego 1943-1990. — Toruń, 2010. — Т. II: I-M.